# Donald Alexander Macdonald (Politiker)

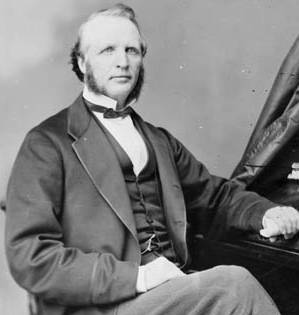
Donald Alexander Macdonald

Donald Alexander Macdonald, PC (* 17. Februar 1817 in St. Raphael’s, Ontario; † 10. Juni 1896 in Montreal) war ein kanadischer Politiker und Unternehmer. Von 1867 bis 1875 war er liberaler Abgeordneter des Unterhauses, ab 1873 gehörte er als Postminister der Bundesregierung an. Von 1875 bis 1880 amtierte er als Vizegouverneur der Provinz Ontario.

## Biografie
Nach Ende seiner Schulzeit war Macdonald als Bauunternehmer tätig. Unter anderem war er am Bau des Illinois and Michigan Canal beteiligt. Im Glengarry County errichtete er einen Industriekomplex, bestehend aus Getreidemühle, Sägewerk, Warenlager, Walkmühle und Kalisalzverarbeitung. Seine politische Karriere begann 1857 mit der Wahl ins Unterhaus der Provinz Kanada. 1861 und 1863 gelang ihm jeweils die Wiederwahl. Energisch setzte sich Macdonald für konfessionell gemischte Schulen ein. Er trat zur Unterhauswahl 1867 an und siegte im Wahlbezirk Glengarry. Als Mitglied der Liberalen Partei war er zunächst in der Opposition.
Nachdem er Mitte der 1850er Jahre ein Teilstück der Grand Trunk Railway errichtet hatte, gründete Macdonald 1871 eine eigene Bahngesellschaft, die Montreal and City of Ottawa Junction Railway. Wegen des Gründerkrachs von 1873 blieb der Streckenbau in Richtung Ottawa zunächst aus; auch für eine Brücke über den Sankt-Lorenz-Strom, die eine Verbindung nach Vermont herstellen sollte, fehlte das Geld. Erst nachdem die Gesellschaft 1879 in der Canada Atlantic Railway aufgegangen war, begannen die Bauarbeiten. Macdonald blieb bis 1881 Verwaltungsratspräsident dieser Gesellschaft.
Im November 1873 übernahmen die Liberalen auf Bundesebene die Regierungsverantwortung. Premierminister Alexander Mackenzie berief Macdonald als Postminister in sein Kabinett. Um Edward Blake einen Ministerposten zu verschaffen, musste Macdonald anderthalb Jahre später zurücktreten. Als Entschädigung vereidigte Generalgouverneur Lord Dufferin ihn am 18. Mai 1875 als Vizegouverneur der Provinz Ontario. Dieses repräsentative Amt übte Macdonald bis zum 30. Juni 1880 aus. Bei der Unterhauswahl 1882 kandidierte er nochmals, wurde aber nicht gewählt.
Sein älterer Bruder John Sandfield Macdonald war Unterhausabgeordneter und erster Premierminister der Provinz Ontario, auch sein jüngerer Bruder Alexander Francis Macdonald gehörte dem Unterhaus an.